# Gitta présente le Tout-Choc Zaïko Langa-Langa
Gitta présente le Tout-Choc Zaïko Langa-Langa es el tercer álbum de estudio de Zaïko Langa Langa lanzado en 1981. El álbum fue grabado en Bruselas, en el estudio Igloo. En el momento de la salida, el grupo se enfrentaba a sus antagonistas principales, Langa-Langa Stars, un grupo formado el mismo año tras la salida de los vocalistas Bozi Boziana, Evoloko Jocker, los guitarristas Roxy Tshimpaka (que dejó el grupo después del lanzamiento de este álbum) y Djo Mali Bolenge, quienes con el productor Verckys crearon la banda.
Ninguna canción fue lanzada en sencillo, pero el álbum fue un éxito.

## Lista de canciones
1. Mobembo (N'Yoka Longo) - 9:12
2. La Blonde (Bimi Ombale) - 9:55
3. Kamanzi (Likinga Redo) - 10:17
4. Confiance (N'Yoka Longo) - 8:01

El título "Kamanzi" fue escrito como "Makanzi" en el disco.

## Créditos
- N'Yoka Longo — voces
- Likinga Redo — voces
- Bimi Ombale — voces
- Mangobo — comediante (en "Confiance")
- Monzali — comediante (en "Confiance")
- Roxy Tshimpaka — guitarra principal
- Enoch Zamuangana — guitarra rítmica
- Oncle Bapius — bajo
- Meridjo Belobi — batería
- Léon Daniel — mezcla, grabación

Créditos desde Discogs.